# Allert Meijer

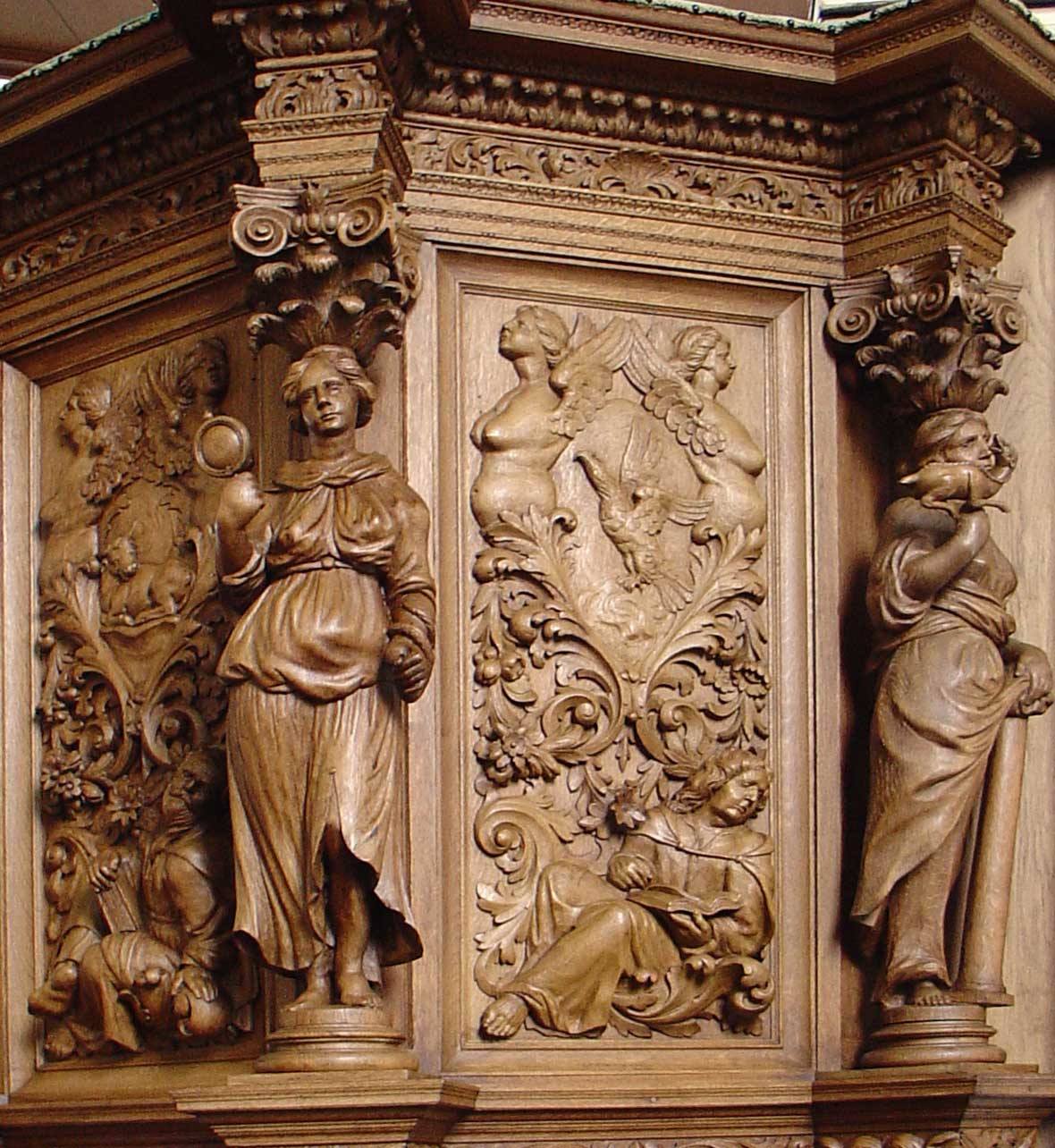
Preekstoel naar een ontwerp van Allert Meijer met houtsnijwerk van Jan de Rijk

Allert Meijer (Groningen, gedoopt 19 november 1654 - december 1722/januari 1723) was een Nederlandse schrijnwerker en stadsbouwmeester van Groningen.

## Leven en werk

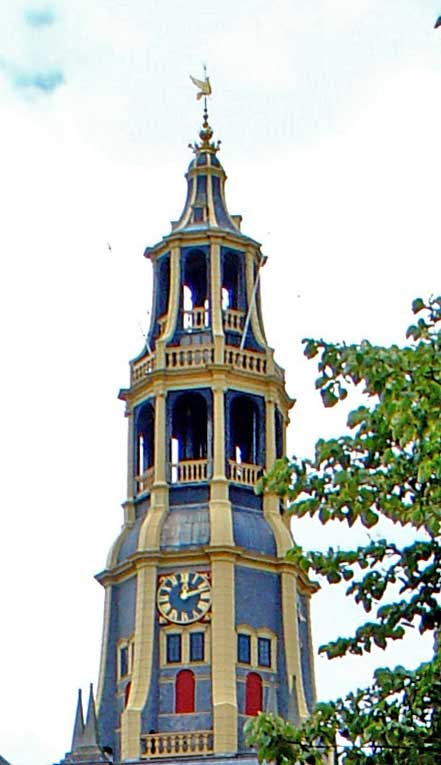
Toren van de Der Aa-kerk

Meijer heeft als schrijnwerker, samen met de beeldsnijder Jan de Rijk, eind 17e eeuw en begin 18e eeuw veel van het kerkmeubilair in diverse Groninger kerken ontworpen en gemaakt. Zij maakten onder meer preekstoelen, heren- kerkvoogden- en drostenbanken en orgelkassen. De meeste kassen van de door Arp Schnitger in Groningen gebouwde orgels zijn van de hand van Meijer. De Hamburgse orgelbouwer Schnitger werkte veelal samen met lokale kunstenaars, en Meijer en De Rijk beschikten over de nodige contacten met de regeringselites in Stad en Ommelanden. Ook voor de Menkemaborg in Uithuizen ontwierp en maakte het duo waarschijnlijk vijf schoorsteenmantels met houtsnijwerk. Hetzelfde geldt voor de schouw (1701-1705) in de ontvangkamer van de borg Verhildersum bij Leens, en mogelijk ook voor die in de zogeheten 'rode kamer' van de Fraeylemaborg in Slochteren. Voor het provinciehuis (Groningen) maakte Meijer de houten wangewelven, de kastenwanden en de schouw in de zogenaamde gedeputeerdenkamer. .
Als stadsbouwmeester van Groningen was Meijer verantwoordelijk voor de herbouw van de in 1710 ingestorte toren van de Groningse Der Aa-kerk. Hij wijzigde het ontwerp, gemaakt door de Amsterdamse meester-timmerman Roelof Germeling, waarschijnlijk is de achtzijdige houten lantaarnbekroning van de toren ook zijn idee. Bijzonder zijn de concaaf uitzwenkende steunberen tegen de hoeken van het onderste en bovenste achtkant, die door de felle gele kleur extra zijn geaccentueerd. Zij vormen vermoedelijk een toespeling op de Tempel van Salomo in Jeruzalem, waarvan in de zeventiende eeuw reconstructies waren gemaakt die zulke steunberen bezaten, onder meer van de hand van de Spaanse Jezuïetenpater Juan Bautista Villalpando en de joodse Amsterdamse geleerde Jacob Juda Leon. Men treft zulke uitzwenkende steunberen ook aan tegen de koepeltamboer van de Marekerk in Leiden (1639-1649) van de Leidse stadsbouwmeester Arent van 's-Gravesande en het daar op geïnspireerde ontwerp uit ca.1689-1695 van de Amsterdamse advocaat Nicolaas Listingh voor een grote koepelkerk op de Botermarkt in Amsterdam, het huidige Rembrandtplein, waarvoor Germeling vermoedelijk de enorme houten maquette heeft vervaardigd die zich thans in de Oude Kerk bevindt. 
Mogelijk bouwde Meijer ook de kerk van Nieuwolda (1718), die eveneens zulke steunberen bezit, en waarvoor hij in elk geval de preekstoel leverde. Gezien de grote verwantschap van de toren van Aakerktoren met de kerktoren van de kerk van Uithuizermeeden (1717-1726) is Allert Meijer mogelijk eveneens bij de bouw van deze toren betrokken geweest. Voor die kerk had Meijer al eerder twee herenbanken (1706) en een preekstoel met doophek (1708) vervaardigd.
Meijer trouwde op 22 juni 1682 in Groningen met Trijntien Maens. Uit dit huwelijk werden vier kinderen geboren. Hij hertrouwde op 10 mei 1695 met de uit Jukwerd afkomstige weduwe Annechien Coerts. Uit dit huwelijk werden twee kinderen geboren.

## Kerkmeubilairvan de hand van Allert Meijer
- Godlinze: orgelkas
- Harkstede: preekstoel en orgelkas
- Middelstum herenbanken (1704)
- Midwolde: preekstoel (1711)
- Niekerk: preekstoel (1705)
- Nieuwolda: preekstoel (1718)
- Pieterburen: herenbank (1707-1716)
- Stedum: orgelgalerij (1680)
- Uithuizen: orgelkas met orgelgalerij, herenbank met doksaal (1703), preekstoel met doophek (1713)
- Uithuizermeeden: twee herenbanken (1706), preekstoel met doophek (1708)
- Wildervank: preekstoel (1694)
- Zuidbroek: koorafsluiting met drostenbank en kerkvoogdenbank (1709)